# Liu Xiaobo
Liu Xiaobo (劉曉波T, 刘晓波S, Liú XiǎobōP; Changchun, 28 dicembre 1955 – Shenyang, 13 luglio 2017) è stato un attivista, critico letterario e scrittore cinese impegnato per molti anni nella difesa dei diritti umani nel suo Paese.

## Biografia

### Famiglia e vita privata
Liu è nato nel 1955 a Changchun, nella provincia di Jilin, dove è stato educato alla religione cristiana. Dal 1969 al 1973 visse con il padre nella Mongolia Interna, dopodiché tornò nella provincia di Jilin, dove si occupò di lavori manuali. Si è sposato con Liu Xia, anch'ella attivista per i diritti umani.

### Istruzione e studi
Ha conseguito la laurea di primo livello in letteratura all'Università dello Jilin nel 1982 e la laurea magistrale all'Università di Pechino nel 1984. Dopo la laurea, ha ottenuto il dottorato all'Università Normale di Pechino nel 1988. Successivamente è stato chiamato in diverse università estere come professore in visita presso la Columbia University (USA), l'Università di Oslo (Norvegia) e l'Università delle Hawaii (USA).

### Attività in difesa dei diritti umani
In una intervista del 1988 con una rivista di Hong Kong, Liu rispose alla domanda di cosa ci fosse bisogno in Cina per portare a termine una trasformazione di portata storica, dicendo: 
 Questa affermazione è stata in seguito usata contro di lui dai suoi oppositori politici, sebbene nel 2006 Liu riconobbe che quella risposta fu estemporanea, rifiutandosi però di ritirarla.
Nonostante nel 1989 si trovasse negli USA, tornò in Cina per prendere parte alla protesta di piazza Tienanmen, dove finì per convincere gli studenti a lasciare la piazza per evitare il massacro quando il governo mise in campo l'esercito. Insieme a Zhou Duo e Hou Dejian porterà avanti una trattativa con i primi carri armati che entrano in Piazza Tienanmen, riuscendo a convincere i militari a lasciar defluire gli studenti, in un gesto che probabilmente salvò la vita a centinaia di persone e riuscì a depotenziare la repressione del Partito Comunista Cinese.
Liu Xiaobo ha invocato più volte libere elezioni, il riconoscimento delle libertà individuali, la separazione dei poteri, chiedendo inoltre che il governo possa essere ritenuto responsabile per il suo operato. Per aver preso tali posizioni, è stato più volte arrestato e condannato, nonostante le sue azioni siano sempre state pacifiche, e in periodi sensibili ha subito limitazioni "preventive" della libertà personale: ad esempio nel 2004, in seguito alla morte dell'ex capo di stato Zhao Ziyang, l'unico membro del Partito a opporsi alla repressione di piazza Tienanmen, fu arrestato per due settimane per prevenire suoi eventuali riferimenti a tale massacro, negato dalla propaganda ufficiale. È stato incarcerato altre tre volte: per la protesta di piazza Tienanmen fu detenuto per propaganda e istigazione controrivoluzionarie; nell'ottobre 1996 fu condannato a trascorrere tre anni in un campo di rieducazione (laogai) per “disturbi alla quiete pubblica”, dopo le sue critiche al Partito Comunista; nel 2007 Liu fu nuovamente portato in un carcere, dove fu interrogato al riguardo di alcuni suoi articoli apparsi su siti web stranieri.
Dal 2003 fino alla condanna al carcere è stato presidente della sezione cinese del PEN Club Internazionale. I suoi scritti non possono circolare in Cina, e persino il suo nome è censurato. L'attività umanitaria di Liu ha ricevuto approvazione e considerazione all'estero. Nel 2004 Reporter senza frontiere lo ha insignito del premio Fondation de France, per la sua opera di strenuo difensore della libertà di stampa.

### «Charta 08», l'arresto e la condanna
Liu Xiaobo è stato il promotore di «Charta 08», manifesto pubblico ispirato alla famosa Charta 77 redatta negli anni settanta dai dissidenti cecoslovacchi. Scritto in occasione del 60º anniversario della proclamazione della Dichiarazione universale dei diritti dell'uomo (10 dicembre 1948 - 10 dicembre 2008), Charta 08 è un grande appello alla libertà d'espressione, al rispetto dei diritti umani ed elezioni libere e democratiche. Liu, primo firmatario del manifesto, sostenne la necessità di introdurre riforme sociali, politiche e religiose per la società cinese. Sottoscritto originariamente da circa 300 personalità, Charta 08 ha raccolto quasi 10.000 adesioni, da parte di cittadini di varia estrazione sociale ed origine etnica.
Il documento aveva attratto l'attenzione dell'opinione pubblica mondiale: le richieste redatte dai firmatari erano centrate sulla necessità di un cambiamento nella gestione della cosa pubblica in Cina e sull'avvio di un processo di apertura nei confronti della libertà politica e dei diritti civili. Il governo cinese reagì da subito in maniera decisa e dura nei confronti di tutti i firmatari del documento: l'appello venne definito un attacco alla sovranità e un tentativo di sovversione alimentato da potenze straniere.
A causa delle sue idee, l'8 dicembre 2008 Liu Xiaobo è stato arrestato. Inizialmente è stato detenuto in un luogo segreto. L'arresto è stato formalizzato solo il 23 giugno 2009 con l'accusa di “incitamento alla sovversione del potere dello stato”. Dopo un anno di detenzione, il 23 dicembre 2009 si è svolto il processo e il 25 è stato condannato a 11 anni di prigione e a due anni di interdizione dai pubblici uffici. La sentenza è stata confermata in appello l'11 febbraio 2010.

### Il Premio Nobel per la pace
Il 18 gennaio 2010 Liu è stato candidato al Premio Nobel per la pace da Václav Havel (uno dei promotori di Charta 77), il Dalai Lama, André Glucksmann, Vartan Gregorian, Michael Moore, Karel Schwarzenberg, Desmond Tutu e Grigorij Javlinskij. Nei mesi precedenti l'annuncio del vincitore, il governo cinese è intervenuto duramente diffidando i giurati svedesi dall'attribuire il prestigioso premio a Liu Xiaobo o ad altri dissidenti cinesi. L'8 ottobre 2010 Liu Xiaobo è stato insignito del Premio «per il suo impegno non violento a tutela dei diritti umani in Cina». È stato il primo cinese a ricevere un premio Nobel mentre risiede in Cina ed è stato la terza persona a ricevere il riconoscimento per la Pace mentre si trova in prigione, dopo Carl von Ossietzky (1935) e Aung San Suu Kyi (1991).

#### Reazioni cinesi
Dopo aver appreso la notizia dell'attribuzione del premio, le reazioni cinesi sono state scomposte e molto dure. Il governo cinese ha di fatto interrotto la diretta televisiva con il comitato del Nobel, ha censurato tutti i commenti dei leader occidentali e ha richiamato l'ambasciatore in Norvegia per richiedere spiegazioni, definendo il premio a Xiaobo una «oscenità». In realtà l'attribuzione del premio Nobel non è di matrice governativa ma completamente indipendente.
Appena saputo del premio, le autorità cinesi hanno posto agli arresti domiciliari la moglie di Liu, allo scopo di non permetterle contatti con i giornalisti stranieri.
Nei giorni seguenti sono stati posti agli arresti domiciliari tutti i membri della sua famiglia, per impedire che qualcuno di loro andasse a ritirare il premio a Oslo. Sua moglie è stata quindi costretta a vivere in uno stato di completo isolamento, con l'impossibilità di essere contattata dai mass media stranieri. Di conseguenza, il mondo dell'informazione è rimasto privo anche di ogni notizia sulla sorte del marito.

#### Critiche internazionali
Due mesi dopo il conferimento del Nobel per la Pace, «The Guardian», il quotidiano dell'intellighenzia liberal inglese, ha pubblicato un articolo critico in cui Liu Xiaobo era definito un "guerrafondaio pro Israele". Era successo che erano stati pubblicati alcuni scritti del dissidente relativi agli anni successivi al 2003 in cui Liu Xiaobo approvava le guerre in Iraq e Afghanistan e assumeva una posizione pro Israele contro il terrorismo islamico, definito “male per il male”. Tra questi scritti c'era anche una sua difesa di George W. Bush contro John Kerry, il democratico suo avversario alle elezioni presidenziali del 2004: “Gli Stati Uniti non sono un paese perfetto, ma almeno è la più idealista delle nazioni libere: ha condotto la guerra contro il fascismo, è stata leader della lotta contro il comunismo e ha vinto mezzo secolo di Guerra fredda tra libertà e totalitarismo”. Quanto alla politica americana verso Israele, il dissidente giustificò il sostegno USA al Paese mediorientale con queste parole: “Se gli Stati Uniti abbandonano Israele, gli ebrei possono andare incontro a una seconda catastrofe”.

### Ultimi anni

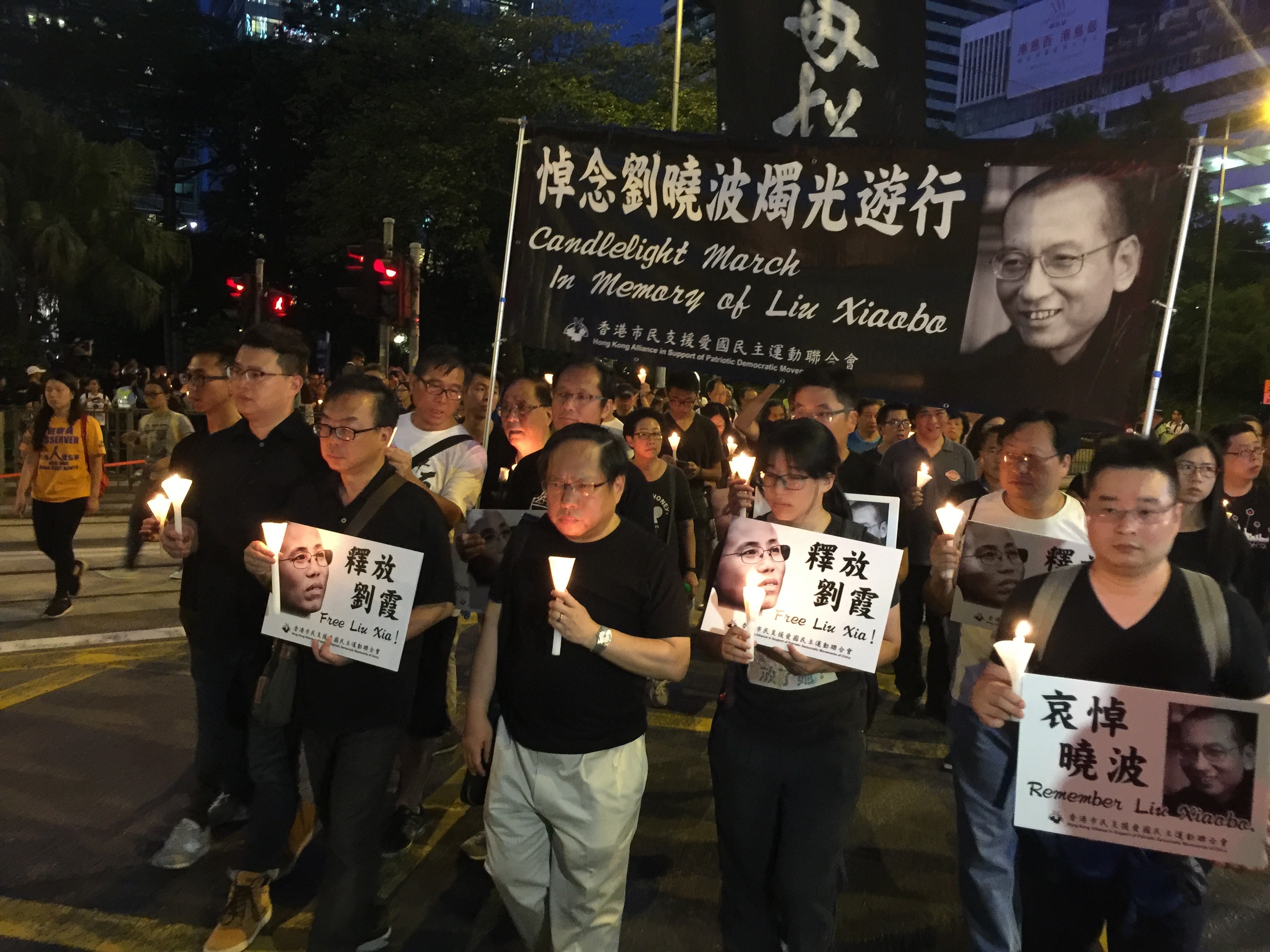
Marcia in memoria di Liu Xiaobo ad Hong Kong

Ammalato di cancro al fegato, Liu Xiaobo ha chiesto di uscire dal carcere. Quando la malattia è entrata nella fase terminale, il governo ha autorizzato il trasferimento del dissidente in una struttura ospedaliera. Liu Xiaobo è morto in un ospedale a Shenyang, nel nord-est della Cina, il 13 luglio 2017. Per la prima volta dal 1939 (quando fu la volta di Carl von Ossietzky) un dissidente insignito del premio Nobel per la pace è deceduto in regime di detenzione. Dal 2021 è ricordato con una targa al Giardino dei Giusti di Milano.